# Frits Schjøtt
Frederik Viggo Erik Frisenberg Thorup Schjøtt (12. november 1839 i Odense – 4. oktober 1898 i København) var en dansk præst.
Han var søn af præsten og politikeren Peter Ulrik Frederik Schjøtt og Theodora Christiane f. von Lichtenstein. Efter at være dimitteret fra Aalborg Katedralskole 1858 studerede han teologi, men hans studier blev afbrudt ved hans deltagelse i krigen, i hvilken han gjorde tjeneste som sekondløjtnant ved 11. bataljon. 1866 blev han teologisk kandidat, og året efter foretog han en udenlandsrejse, på hvilken han, under vejledning af professor Eduard Reuss i Strasburg, blev ledet ind på de studier af den nytestamentlige tekstkritik, der hele livet igennem optog ham i hans fritimer. 1868 blev han kapellan hos sognepræsten i Hee, 1869 kapellan i Gjerlev og Enslev, 1873 konstitueret som pastor vicarius i Råby og Sødring, 1875 sognepræst i Ringkjøbing og Rindum, 1883 sognepræst i Kolding, 1893 forflyttet til Nakskov og Branderslev på Lolland, og han døde 4. oktober 1898 under et ophold i København.
Schjøtt udgav en prædikensamling (12 Prædikener over den nye Textrække, 1881), gav flere bidrag til opbyggelige blade og skrev et par tekstkritiske afhandlinger og et angreb på den gammeltestamentlige bibelkritik. Hans livs hovedværk var en ny tekstkritisk udgave af det Nye Testamente (Novum testamentum Græce ad fidem testium vetustissimorum recognovit nec non variantes lectiones ex editionibus Elzeviriana et Tischendorfiana subjunxit, 1897), der desværre er udarbejdet efter tekstkritiske principper, som har gjort det store arbejde temmelig værdiløst.
21. maj 1869 blev han gift i Sankt Johannes Kirke med Alvilde Neergaard (28. april 1838 i Flade – ?), datter af sognepræst og folketingsmand Peder Neergaard (1801-1863) i Ugilt.